# Nick Grimshaw
Nicholas Peter "Nick" Grimshaw (Oldham, 1984. augusztus 14. –) angol rádiós műsorvezető és televíziós személyiség. Vezetett műsort a BBC rádiójában, a Channel 4-en, a BBC különböző tévé csatornáin, és a T4 csatornán. 2015-től az angol X Factor egyik zsűritagja.
2012-ben lett a BBC leghallgatottabb reggeli műsorának a házigazdája. 2013 óta a BBC-n vezet egy vicces beszélgetős televíziós műsort. 2015-ben pedig az angol X Factor egyik zsűritagja lett.

## Élete
Grimshaw Liverpoolban járt egyetemre 2003 és 2006 között, kommunikáció és média szakon, azonban az utolsó évben megbukott, ezért nem szerzett teljes értékű diplomát.
2012. augusztus 17-én bejelentette, hogy meleg. 2014-ben a The Sun újsággal, közösen egy alapot hoztak létre, amely a fiatal író tehetségeket hivatott felkeresni és támogatni. 2015-ben Anglia 50 legjobban öltözött férfija közé választották be. Ő a keresztapja Jude Law fiának Rudy-nak.